# Жан Нойгауз Старший
Жан Нойгауз (фр. Jean Neuhaus; 5 квітня 1812 — 11 серпня 1892) — бельгійський підприємець, засновник кондитерського дому Neuhaus.
Родина Жана Нойгауза походила з Італії і мала прізвище Казанова, але після того як перебралася в Брюссель, вирішила перекласти ім'я фламандською.
Жан з дитинства мріяв стати лікарем, проте з'ясувалося, що він не переносить крові.
1857 року в брюссельських галереях Сен-Юбер Нойгауз відкрив аптеку, у якій пігулки вкривали шоколадною оболонкою.
Згодом в аптеці налагодили виготовлення солодощів, яке перетворилося на основне виробництво компанії Нойгауза.